# Plagiomnium insigne
Plagiomnium insigne là một loài Rêu trong họ Mniaceae. Loài này được (Mitt.) T.J. Kop. mô tả khoa học đầu tiên năm 1968.

## Hình ảnh

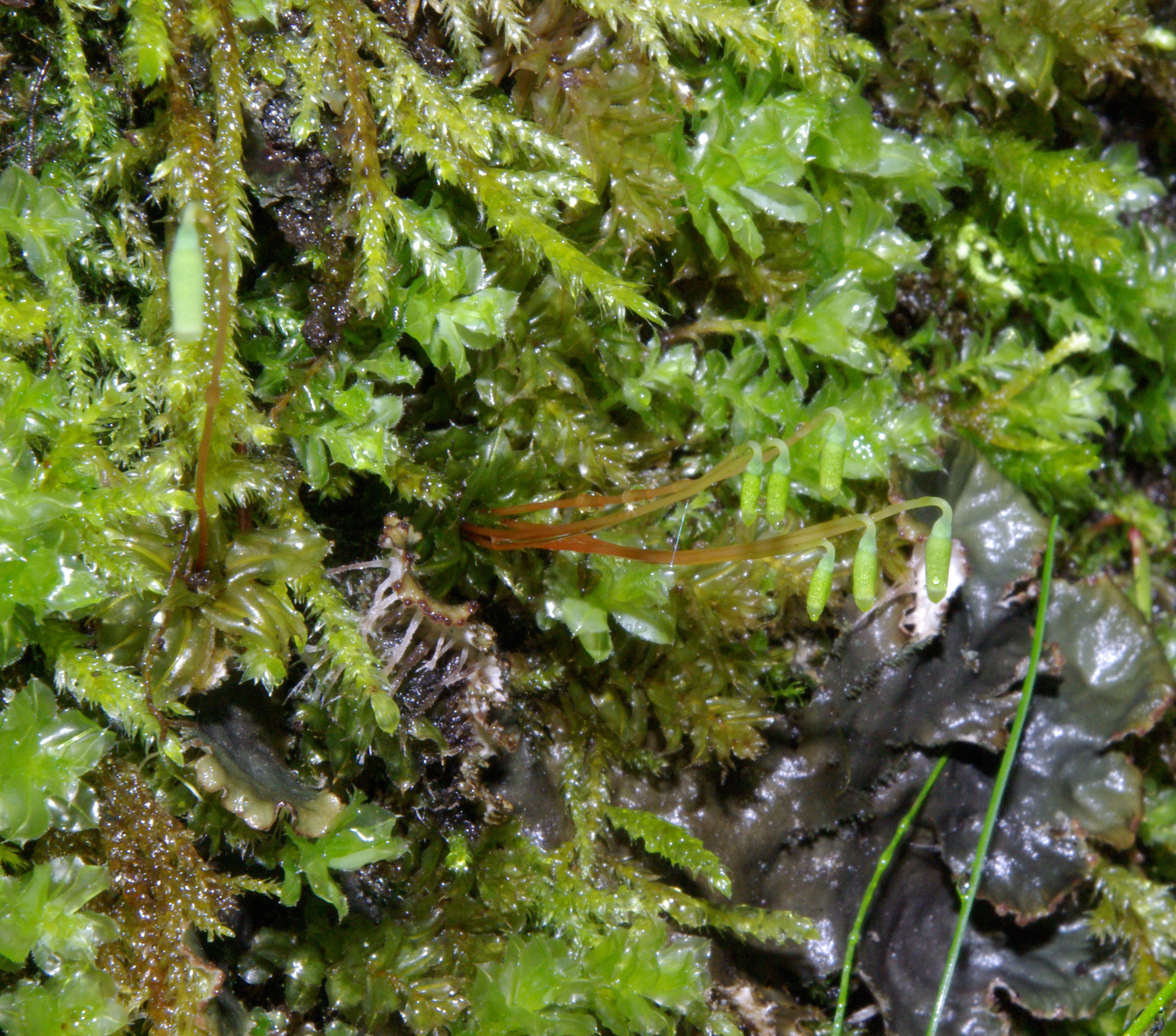